# Itelmenos
Los itelmén o itelemenos (en ruso: Ительме́ны) son un pueblo que habita en la península de Kamchatka, en el Extremo Oriente ruso. El nombre de esta etnia significa "vivir aquí". Su idioma originario, el itelmén, pertenece a la familia de lenguas chukotko-kamchatkas y es hablado aún por unas 380 personas.

## Territorio
Su territorio original abarcaba desde el extremo sur del cabo Lopatka y la costa este de Kamchatka, al norte y al oeste con el río Tiguil y al este con el río Uka. Los antiguos asentamientos itelmén estaban a lo largo de los ríos Kamchatka (Uykoal'), Yelovka (Kooch en idioma coriaco), Bolshaya, Býstraya, Avacha y las costas de la bahía de Avacha, cerca de Petropávlovsk-Kamchatski.

## Cultura
En verano, la vida de los itelmén transcurre sobre y alrededor del agua. Se alejan en canoas fabricadas con troncos de árboles, como el álamo. Pescaban con redes tejidas con ortigas, con arpones o con trampas. Algunos de los peces se secaban, los otros permanecían en agujeros especiales. La falta de sal permitía solo un depósito mínimo. La caza, tanto para obtener pieles como carne, también ha tenido gran importancia económica. Los animales cazados han sido zorros, oveja de las nieves y martas y, en la costa, lobos marinos, focas y nutrias de mar.
La ropa de los itelmén y aún en parte está hecha de pieles de marta, zorro, oveja de la nieve o perro. Georg Wilhelm Steller, que viajó a Kamchatka, en el primer semestre del siglo XVIII, escribió: "Las kujlyankas (anorak) más bellas, están decoradas en el cuello, mangas y dobladillo con pieles de perro; el caftán (bata corta de piel de reno) está adornado con cientos de flecos de piel pintada de rojo, que se mueven colgados". Las mujeres itelmén usaban pelucas, por mantenían el cabello muy corto; quién tenía la peluca más grande y más hermosa se suponía la más sensible.
Los itelmén consumen una gran cantidad de pescado en la comida, de preferencia horneado (chuprik) o como chuletas de pescado (tael'no).  La grasa de foca se usa para mejorar el sabor de los alimentos. Comen también brotes de "reinas de los prados" shelamánnik (Filipendula kiraishiensis), morkóvnik (Filipendula camtschatica) y de puchka (Heracleum dulce), los de este último antes de que se tuesten. Contra el escorbuto toman conos de cedro y caviar seco de salmón, con un poco de té.
Para los itelmén actualmente el pescado tiene un papel económico importante. Actualmente el apoyo estatal es casi inexistente.

## Organización
La Asociación regional de los itelmén de Kamchatka es conocida como Tjsanom («Тхсаном») y trabaja para defender los derechos territoriales de los pueblos indígenas. Está afiliada a la Asociación de los Pueblos Indígenas del Norte, Siberia y Lejano Oriente de la Federación de Rusia, fundada el 31 de marzo de 1990, en el "Congreso de los Pequeños Pueblos del Norte".